# Инчгарви
Инчгарви (англ. Inchgarvie) — небольшой необитаемый остров, расположенный в заливе Ферт-оф-Форт у восточных берегов Шотландии, близ Эдинбурга. Его название происходит от Innis Garbhach, что в переводе с шотландского языка означает «грубый остров». Местное предание утверждает, что остров получил своё название от молодой сельди, название которой произносится как «garvies», которая укрывалась большими стаями вокруг его берегов. Хотя в настоящее время остров необитаем, Инчгарви был заселен на протяжении различных периодов истории. Первые записи об этом датируются концом XV века. Наивысшая точка острова расположена в 19-ти метрах над уровнем моря. Его профиль и цвет делает его очень похожим на линкор на расстоянии.
Сейчас на острове находятся центральные опоры моста Форт-Бридж.

## История
В дни, когда лодки были единственным способом пересечь залив Ферт-оф-Форт, остров был на главном пути между Норт-Куинсферри в области Файф и Саут-Куинсферри в Лотиане. Это делало его стратегически важным объектом.
На Инчгарви располагался замок, построенный королём Джеймсом IV, предположительно для оборонительных целей. Джеймс повелел построить замок 20 марта 1491. В 1497 году остров был использован как карантинная зона для зараженных «Grandgore» (сифилис) в Эдинбурге. В сентябре 1497 года был принят закон, согласно которому обязательно выходили на пенсию люди, страдающие от этой болезни.
8 марта 1514 Маргарита, вдова Уильяма Дандас, взяла на себя обязательство завершить строительство крепости. Два «серпантина» и орудия из Кольстона (Colstone) были размещены на острове после визита артиллерийских экспертов в июле 1515 года. В 1707 году остров, как известно, был сдан в аренду Арчибальду Примроузу (Archibald Primrose, 1st Earl of Rosebery). В 1779 году, однако, укрепления на острове были возобновлены ещё раз, в ответ на угрозу, исходящую от Джона Пол Джонса, американского адмирала.